# Sierpińského křivka

Sierpińského křivka je souvislá fraktální rekurzivně definovaná křivka, která v limitě úplně vyplňuje jednotkový čtverec. Proto má Hausdorffovu dimenzi rovnou dvěma.
Byla objevena polským matematikem Wacławem Sierpińskim.